# Amor de Mãe
Amor de Mãe é uma telenovela brasileira produzida e exibida pela TV Globo de 25 de novembro de 2019 a 9 de abril de 2021, em 125 capítulos. Substituiu A Dona do Pedaço e foi substituída pela reprise de Império (2014–15), sendo a 17.ª "novela das nove" exibida pela emissora.
Após 102 capítulos exibidos, o andamento da produção foi afetado pela pandemia de COVID-19, e a exibição foi interrompida em 21 de março de 2020. Após a exibição da reprises de Fina Estampa (2011–12) e A Força do Querer (2017), Amor de Mãe retornou à programação em um compacto de doze capítulos exibidos durante as duas últimas semanas da reprise da trama de Glória Perez. Na sequência, 23 capítulos inéditos foram exibidos entre 15 de março e 9 de abril de 2021, encerrando a exibição da trama após um intervalo de mais de 11 meses. Sua substituta foi uma nova reprise, dessa vez de Império (2014–15), uma vez que o agravamento da pandemia e as restrições impostas pela prefeitura do Rio de Janeiro afetaram a produção da sua sucessora original Um Lugar ao Sol.
Escrita por Manuela Dias, com a colaboração de Mariana Mesquita, Roberto Vitorino e Walter Daguerre, teve a supervisão de texto de Ricardo Linhares. A direção foi de Walter Carvalho, Noa Bressane, Philippe Barcinski, Isabella Teixeira, Fellipe Barbosa e Cristiano Marques, com direção geral e artística de José Luiz Villamarim.
Contou com as atuações de Regina Casé, Adriana Esteves, Taís Araújo, Murilo Benício, Irandhir Santos, Chay Suede, Jéssica Ellen e Humberto Carrão.

## Enredo
Lurdes (Regina Casé), Vitória (Tais Araújo) e Thelma (Adriana Esteves) são três mulheres de diferentes classes sociais que vivem seus dilemas pessoais ligados à maternidade, e seus destinos se cruzam ligando para sempre as suas vidas. Lurdes é uma lavadeira de origem humilde, moradora da cidade fictícia de Malaquitas, no sertão potiguar, com seu marido abusivo e alcoolista Jandir (Daniel Ribeiro) e seus quatros filhos — Magno (João Guilherme Fonseca), Ryan (Pietro Buonnafina), Érica e Domênico (Eros Lazari) — este vendido por Jandir para a traficante de crianças Kátia (Vera Holtz) em troca de bebida. Lurdes, que estava na casa da parteira dando à luz a Érica, não estava presente na hora da venda, e ao chegar em casa e se deparar com o sumiço do filho, entra em desespero. Ao descobrir que Domênico foi vendido por Jandir, Lurdes entra em uma briga física com o marido e o mata acidentalmente, após Jandir bater a cabeça e sofrer um traumatismo craniano. Angustiada, Lurdes resolve fugir de Malaquitas, e ao descobrir que Domênico foi enviado para o Rio de Janeiro, viaja para lá com os outros filhos. Em uma estrada deserta de Malaquitas, Lurdes encontra uma recém-nascida abandonada, a quem batiza de Camila e resolve criar. No Rio, Lurdes e os filhos passam por muitas dificuldades, chegando a morarem na rua e passarem fome, até que a lavadeira consegue um trabalho como empregada doméstica e babá, profissão que exerce por toda sua vida e que lhe permite ter um lar e estabilidade financeira. Vitória é uma advogada criminalista rica e bem sucedida na carreira, que ganha muito dinheiro defendendo políticos e empresários corruptos. Recém-separada do marido Paulo (Fabrício Boliveira), após inúmeros conflitos sobre o desejo incessante de Vitória pela gravidez, ela segue com o projeto de adotar uma criança e, enquanto espera a chegada do filho Tiago (Pedro Guilherme Rodrigues), conhece Davi (Vladimir Brichta), um ativista ambiental. A atração entre os dois é forte e depois de uma noite juntos ela se surpreende ao descobrir estar grávida, o que faz com que o contato com o pai da criança precise ir muito além de um encontro casual. Thelma é uma viúva dona de um restaurante decadente, que mora com o filho único Danilo (Chay Suede). No passado, o jovem sobreviveu ao incêndio que matou seu pai graças a Thelma, que se arriscou entre as chamas para salvá-lo. A vida de Thelma muda quando, durante um exame de rotina, descobre um aneurisma cerebral inoperável e começa uma corrida contra o tempo para conseguir realizar seus sonhos. Mas todos os desejos da sua lista envolvem Danilo, que não sabe da doença e vive um momento de se emancipar da mãe super-protetora. Ele decide sair debaixo das asas da mãe, que não se conforma com a independência do filho e fará o que tiver ao seu alcance para mudar essa realidade.
Lurdes conhece a viúva Thelma e elas tornam-se amigas, enquanto que Lurdes consegue um emprego como empregada doméstica e babá na casa de Vitória. Na reta final da trama, o segredo de Thelma é revelado: seu filho Danilo, na verdade, foi vendido por Kátia para ela após perder seu verdadeiro filho no incêndio. Thelma descobre que Domênico é o bebê que ela comprou e passa a fazer de tudo para esconder a verdade de Lurdes. Para complicar a trama, Danilo casa-se com Camila (Jéssica Ellen), filha adotiva de Lurdes, e eles têm um filho, Caio. Para impedir que Lurdes descubra a verdade, Thelma torna-se até mesmo uma assassina e chega a manter Lurdes presa em um cativeiro, quando esta descobre que o rapaz é seu tão procurado filho.

## Elenco
| Intérprete                | Personagem                                     |
| ------------------------- | ---------------------------------------------- |
| Regina Casé               | Lurdes dos Santos Silva                        |
| Adriana Esteves           | Thelma Lopes Nunes                             |
| Taís Araújo               | Vitória Amorim                                 |
| Irandhir Santos           | Álvaro da Nóbrega                              |
| Murilo Benício            | Raul Camargo                                   |
| Vladimir Brichta          | Davi Moretti                                   |
| Isis Valverde             | Betina Torres da Nóbrega                       |
| Humberto Carrão           | Sandro Amorim Camargo                          |
| Chay Suede                | Danilo Lopes Nunes / Domênico dos Santos Silva |
| Jéssica Ellen             | Camila dos Santos                              |
| Juliano Cazarré           | Magno dos Santos Silva                         |
| Nanda Costa               | Érica dos Santos Silva                         |
| Thiago Martins            | Ryan dos Santos Silva                          |
| Malu Galli                | Maria Lídia Camargo                            |
| Erika Januza              | Marina Castro                                  |
| Camila Márdila            | Amanda Crespo                                  |
| Clarissa Pinheiro         | Maria da Penha Moreira (Penha)                 |
| Arieta Corrêa             | Leila Barros                                   |
| Letícia Lima              | Estela Teixeira                                |
| Tuca Andrada              | Belizário Lacerda                              |
| Enrique Díaz              | Durval Barbosa                                 |
| Isabel Teixeira           | Jane D'Ávila                                   |
| Douglas Silva             | Marconi Eduardo Gonçalves                      |
| Maria Bomani              | Verena Ovisco                                  |
| Ana Flavia Cavalcanti     | Inspetora Miriam Amaral                        |
| Débora Lamm               | Miranda Amorim Junqueira                       |
| Milhem Cortaz             | Dr. Matias Junqueira                           |
| Clarissa Kiste            | Natália Amorim                                 |
| Magali Biff               | Nicete Torres                                  |
| Nanego Lira               | José de Oliveira (Oliveira)                    |
| Alejandro Claveaux        | Tales Paiva                                    |
| Giulio Lopes              | Miguel Moretti                                 |
| Duda Batsow               | Carolina Amorim Barbosa (Carol)                |
| WJ                        | Edvaldo Lopes (Garnizé)                        |
| MC Cabelinho              | Diogo Barreto (Farula/MC Farula)               |
| Aldene Abreu              | Dayse das Chagas                               |
| Xamã                      | Phanton                                        |
| Alex Patrício             | Yuri Porto                                     |
| Dora Freind               | Loyane Barreto                                 |
| Dida Camero               | Eunice Matos Brandão                           |
| Rodolfo Vaz               | Nuno de Sá                                     |
| Nando Brandão             | Lucas Weber                                    |
| Tobias Carrieres          | Nivaldo Machado                                |
| Cacá Ottoni               | Joana de Sá                                    |
| Beatrice Sayd             | Edilene Reis                                   |
| Clara Galinari            | Brenda Barros dos Santos                       |
| Pedro Guilherme Rodrigues | Tiago Amorim                                   |
| Gabriel Palhares          | Nicolas Amorim Junqueira                       |
| Gianlucca Mauad           | Tomás Amorim Junqueira                         |

### Participações especiais
| Intérprete              | Personagem                                |
| ----------------------- | ----------------------------------------- |
| Vera Holtz              | Kátia Matos Brandão                       |
| Lucy Alves              | Lurdes dos Santos Silva (jovem)           |
| Daniel Ribeiro          | Jandir Silva                              |
| Antônio Benício         | Vinícius Camargo                          |
| Luiz Carlos Vasconcelos | Januário Silva                            |
| Ilya São Paulo          | Juarez Silva                              |
| Júlio Andrade           | Sinésio Lopes                             |
| Eliane Giardini         | Vera Amorim                               |
| Lázaro Ramos            | Narrador                                  |
| Rodrigo García          | Vicente Novaes                            |
| Allana Lopes            | Vick                                      |
| Fabrício Boliveira      | Paulo Soares                              |
| Filipe Duarte           | Gabriel Garcez (Gabo)                     |
| Mariana Nunes           | Rita Pereira Moura                        |
| Olívia Araújo           | Zenaide do Nascimento                     |
| Raphael Logam           | Felipe                                    |
| Paulo Gabriel           | Genilson Torres                           |
| Dan Ferreira            | Wesley Madureira                          |
| Guilherme Hamacek       | Benjamim Ferraz Moretti                   |
| Andrea Dantas           | Fátima Bernardino                         |
| Aline Riscado           | Verão                                     |
| Luísa Sonza             | Mel                                       |
| Anitta                  | Sabrina                                   |
| Mouhamed Harfouch       | Daniel Vilanova Hidalgo                   |
| Léo Rosa                | César                                     |
| Letícia Pedro           | Ive Gonzales                              |
| Cláudio Gabriel         | Detetive Clóvis Benemério                 |
| Roberta Gualda          | Silvânia                                  |
| Marcelo Escorel         | Dr. Quintela                              |
| Gabriel Kaufmann        | Fabiano                                   |
| Letícia Isnard          | Tracy                                     |
| Fábio Lago              | Carlinhos Novaes                          |
| Joelson Medeiros        | Silas                                     |
| Roberto Frota           | Seu Onofre                                |
| Cinira Camargo          | Tânia Matos Brandão                       |
| Zezita de Matos         | Maria dos Santos                          |
| Lana Guelero            | Celeste                                   |
| Ângela Rabelo           | Mariluz Novaes                            |
| Dhonata Augusto         | Vapor                                     |
| Paulo Verlings          | Fantón                                    |
| Guilherme Duarte        | Mário Sérgio                              |
| Kacau Gomes             | Lucimara                                  |
| Charles Fricks          | Dr. Ronaldo                               |
| Thelmo Fernandes        | Capitão Bruno                             |
| Inez Viana              | Sílvia                                    |
| Ravel Andrade           | Elias / Domênico dos Santos Silva (falso) |
| Bruce Gomlevsky         | Delegado Ramos                            |
| Samuel Melo             | Pacheco                                   |
| Mariah da Penha         | Dona Clemildes                            |
| Jaime Leibovitch        | Edson                                     |
| Arnaldo Marques         | Dr. Gilberto                              |
| Natasha Jascalevich     | Ludmilla                                  |
| Raquel Fabbri           | Lucélia                                   |
| Saulo Segreto           | Capitão Jorge                             |
| Wilson Rabelo           | Eudésio                                   |
| Quitéria Kelly          | Drª. Melânia                              |
| Maureen Miranda         | Sheila                                    |
| Cadú Fávero             | Robson                                    |
| Zemanuel Piñero         | Agenor Crespo                             |
| Marcos Dioli            | Nelson Nunes                              |
| Démick Lopes            | Guará                                     |
| Isis Pessino            | Cássia                                    |
| Séfora Rangel           | Alaíde                                    |
| Susanna Kruger          | Osana Barreto                             |
| Gustavo Novaes          | Treinador Samuel                          |
| Jack Berraquero         | Jader                                     |
| Alexandre David         | Dalto                                     |
| Ruan Aguiar             | Adriel                                    |
| Jeniffer Dias           | Salete                                    |
| Gabriel Reif            | Jhonatan                                  |
| Márcio Machado          | Dr. Xavier                                |
| Tiago Homci             | Bombeiro Duarte                           |
| Aisha Moura             | Aluna de Camila                           |
| Fabiana Schunk          | Dançarina de tango                        |
| Gabriella Vergani       | Thelma (jovem)                            |
| Izabela Prado           | Vitória (jovem)                           |
| Stella Rabello          | Kátia (jovem)                             |
| Daniel Carvalho         | Sinésio (jovem)                           |
| Catarina de Carvalho    | Miranda (jovem)                           |
| Fernanda Lasevitch      | Jane (jovem)                              |
| Priscilla Vilela        | Celeste (jovem)                           |
| Eros Lázari             | Domênico (criança)                        |
| João Guilherme Fonseca  | Magno (criança)                           |
| Pietro Buannafina       | Ryan (criança)                            |
| Guilherme Cabral        | Benjamin (criança)                        |
| Luciano Huck            | Ele mesmo                                 |
| Cissa Guimarães         | Ela mesma                                 |
| Zeca Camargo            | Ele mesmo                                 |

## Produção

Pôster de divulgação da telenovela.

Manuela Dias entregou a sinopse da trama no primeiro semestre de 2016, sendo que em 19 de junho daquele ano o projeto foi aprovado para entrar na fila das "novelas das nove" para 2019. Manuela foi a primeira autora na história da TV Globo a entrar para o horário nobre sem nunca ter assinado uma novela em outro horário ou outra emissora antes, apenas duas minisséries e colaborações em outras obras. Além disso, a autora foi a primeira a estrear nas 21h em 3 anos, desde Maria Adelaide Amaral e Vincent Villari em 2016 com A Lei do Amor. Originalmente a trama se chamaria Troia, em referência à cidade mitológica, porém o nome foi mudado para Amor de Mãe para expressar melhor o enredo central em torno das três mães.
Durante a produção dos roteiros, Ricardo Linhares, escalado como supervisor da trama, fez com que Manuela mudasse seu texto diversas vezes, considerado "muito culto" e "difícil" para todos os públicos, alegando que o horário precisava de uma novela de fácil compreensão, uma vez que o público nessa faixa não queria ter que pensar muito. Manuela citou que suas minisséries anteriores, Ligações Perigosas e Justiça, tinham a mesma complexidade e foram bem aceitas, porém teve que mudar os textos. Em junho de 2019 começaram os workshops com especialistas em cultura nordestina para o núcleo que viria da região, além de outros laboratórios necessários para a criação dos perfis dos demais personagens.
As primeiras gravações começaram em agosto. Amor de Mãe foi a primeira produção a ser rodada no recém-inaugurado Módulo de Gravação 4 (MG4) dos Estúdios Globo, o que ajudou os diretores em uma composição mais realista dos cenários, que não precisavam ser desmontados após as gravações. A cidade cenográfica, com 9.000 m², simulava o bairro fictício do Passeio, baseado no bairro carioca de São Cristóvão, com uma rua principal encoberta por um viaduto (como a Linha Vermelha), onde havia locações como o restaurante da protagonista Thelma, uma usina de reciclagem e uma feira de produtos nordestinos (baseada no Centro de Tradições Nordestinas).

### Escolha de elenco
No primeiro esboço da história, Magno seria o filho vendido de Lurdes e Cauã Reymond o interpretaria, porém o ator pediu desligamento para protagonizar a novela substituta, Um Lugar ao Sol, e Juliano Cazarré ficou com o papel. Manuela também decidiu trocar o filho que seria vendido: de Magno, o mais velho, para Domênico, o mais novo, interpretado por Chay Suede. Selton Mello foi convidado pessoalmente pela autora para interpretar Davi, visando seu retorno as telenovelas e também por sua atuação na minissérie Ligações Perigosas – escrita pela autora – porém o ator recusou preferindo o protagonista de Nos Tempos do Imperador. Thiago Fragoso chegou a ser escalado para o papel, mas foi deslocado para um dos protagonistas de Salve-se Quem Puder e o papel ficou para Vladimir Brichta. Leandra Leal foi convidada para interpretar Érica, depois da boa repercussão de sua personagem na minissérie Justiça, mas abriu mão da personagem por estar produzindo dois documentários. Bruna Marquezine chegou a ser cogitada, mas a emissora decidiu descansar a imagem da atriz após o término de Deus Salve o Rei e Nanda Costa ficou com a personagem. Débora Bloch e Débora Falabella recusaram o papel de Lídia por ambas estarem comprometidas com outros projetos – Bloch com a série Segunda Chamada e Falabella com a série Aruanas – onde o papel foi destinado para Malu Galli.
Cássia Kis iria interpretar a antagonista Ana, irmã de Lurdes que originalmente venderia o bebê, mas a atriz preferiu integrar a série Desalma, sendo que a autora decidiu modificar a história, na qual quem vendia a criança seria o então marido da protagonista, interpretado a partir de então por Daniel Ribeiro; enquanto Ana passou a se chamar Kátia, mudando o posto de irmã da protagonista para uma traficante de crianças, sendo interpretada por Vera Holtz. Renata Sorrah iria interpretar Nicete, mas o papel foi considerado muito pequeno para ela, optando por estar no elenco da série Filhas de Eva e Magali Biff assumiu o posto. Carol Duarte chegou a ser reservada para a trama para o papel de Amanda, devido a boa repercussão de sua personagem em A Força do Querer, mas após o adiamento, a profissional foi deslocada para O Sétimo Guardião, passando a personagem para Camila Márdila. Paolla Oliveira foi escalada para interpretar Betina, porém com o adiamento da novela, foi convidada por Walcyr Carrasco e Amora Mautner para fazer A Dona do Pedaço e o papel ficou com Isis Valverde. 
Lázaro Ramos foi convidado para uma participação no início da trama como Paulo, ex-marido da protagonista Vitória, contracenando com sua esposa Taís Araújo. Porém sem explicações, ele foi substituído por Fabrício Boliveira. Escalado para novela, José Loreto foi descartado do elenco após problemas nos bastidores de O Sétimo Guardião. Jhona Burjack chegou a fazer testes para novela, mas por conta do adiamento inicial da obra, o estreante foi remanejado para Éramos Seis.
Amor de Mãe marca o retorno de Regina Casé às novelas depois de 18 anos, afastada do gênero desde As Filhas da Mãe, em 2001. E de Arieta Corrêa às novelas após 23 anos, quando esteve no elenco principal de O Rei do Gado, em 1996, e desde então, a atriz dedicou-se a séries e cinema. Foi a última telenovela do ator português Filipe Duarte, que morreu em 17 de abril de 2020, vítima de um enfarte agudo do miocárdio, e de Léo Rosa, que morreu em 9 de março de 2021, após três anos enfrentando uma luta contra o câncer.

### Pandemia de COVID-19: interrupção, retomada das gravações e abordagem
Por conta do avanço da pandemia de COVID-19, a Globo suspendeu as gravações de Amor de Mãe no dia 16 de março de 2020. Durante a pausa, foram definidos diversos protocolos de segurança para uma possível retomada das gravações e retorno da exibição ainda em 2020, após a edição especial de Fina Estampa que estava no ar. Em julho de 2020, a emissora comunicou que a trama voltaria a ser exibida apenas em 2021, com mais 23 capítulos, metade de sua duração prevista.
A retomada das gravações em 10 de agosto, depois de quase cinco meses, cumpriu os devidos protocolos de segurança. O rigor nos procedimentos foi reforçado pelo fato de que durante a paralisação, em julho, a atriz Jéssica Ellen contraiu a COVID-19. A atriz cumpriu o período de quarentena necessário para voltar às gravações. Entre os novos protocolos, foram incluídos o uso de um macacão higienizado para entrar no set de gravações, a aferição da temperatura corporal de todos, e testes clínicos semanais para detecção da doença. O protocolo foi criado em quatro meses, sob a orientação de um médico infectologista. Nas cenas com maior aproximação física entre os atores, foi previsto o uso de uma separação de acrílico, com edição posterior das imagens para eliminar alguma interferência. De seis capítulos semanais que eram gravados antes da pandemia, o ritmo foi reduzido para dois capítulos. Os camarins passaram a ser individuais e os atores passaram a vir aos estúdios de gravação já maquiados e com o figurino pronto. Aqueles que precisem viajar para as gravações passaram a ser hospedados em hotel. Devido a essas alterações, alguns personagens foram eliminados da trama, como Tales, interpretado por Alejandro Claveaux.
Vladimir Brichta foi diagnosticado com COVID-19 em 23 de setembro. O ator se afastou das gravações da novela, e retornou em 10 de outubro. Adriana Esteves assim como seu marido, se afastou dos estúdios, mas não foi infectada pelo vírus.
Na segunda parte da trama, a autora Manuela Dias inclui a pandemia como parte da história. Alguns personagens como: Betina (Isis Valverde), Magno (Juliano Cazarré), Lídia (Malu Galli), Penha (Clarissa Pinheiro), Leila (Arieta Corrêa) e Nuno (Rodolfo Vaz), são infectados pelo vírus. A novela também presta homenagem aos profissionais de saúde da linha de frente no combate ao Coronavírus.

### Diário de Dona Lurdes
Após o sucesso da protagonista, Dona Lurdes, a autora Manuela Dias começou a produzir, após o término da novela, o romance Diário de Dona Lurdes, que acompanha a vida da personagem um ano depois dos acontecimentos finais da novela. No livro, quando seu o último filho sai de casa, a dona de casa começa a sofrer com a síndrome do ninho vazio, passando por um processo de amadurecimento na terceira idade. O romance foi publicado em maio de 2023, pela editora Melhoramentos. Em agosto de 2023, a Coluna Play, do jornal O Globo, anunciou que o recém-lançado livro ganharia uma adaptação cinematográfica, confirmando a volta de Regina Casé no papel de Lurdes, com roteiro de Cláudio Torres Gonzaga.

### Dona Lourdes - O Filme
Em 2024, a novela ganhou um spin-off em forma de filme produzido pelos Estúdios Globo e dirigido por Cristiano Marques, com roteiro de Manuela Dias e Claudio Torres Gonzaga, entitulado de Dona Lurdes - O Filme. A obra é uma adaptação do romance Diário de Dona Lurdes, da mesma autora. 

## Exibição
Originalmente, Amor de Mãe deveria estrear em maio de 2019 substituindo O Sétimo Guardião, porém em setembro de 2018 diversas mudanças no texto de Manuela foram exigidas e a novela foi adiada, passando a vaga para A Dona do Pedaço. Com o adiamento, a novela ficou sem data para estreia na ocasião. Manuela teve que disputar o horário da substituta de Walcyr Carrasco com Lícia Manzo e Gilberto Braga, ficando com a vaga, cuja data de estreia foi fixada em novembro de 2019. Os teasers da novela começaram a ir ao ar em 28 de outubro, mostrando pessoas anônimas e parte do elenco contando a importância das mães em suas vidas.
"É", de Gonzaguinha, já havia sido tema de abertura da telenovela Vidas em Jogo, da RecordTV, em 2011 e também fez parte da trilha sonora de Vale Tudo, de 1988.
Amor de Mãe teve as suas gravações paralisadas em 15 de março de 2020 e permaneceu no ar até o final da mesma semana, em 21 de março. Fina Estampa (2011) foi escalada para substituí-la provisoriamente a partir de 23 de março em formato de "Edição Especial". Sem poder retomar a sua exibição em 2020, a Globo escalou A Força do Querer (2017) para ser exibida em setembro.
Anunciada como relançamento, a novela voltou à exibição em 15 de março de 2021 com 23 capítulos. Antes da exibição dos capítulos gravados, foi exibido um compacto da primeira parte da novela entre os dias 1.° e 13 de março, dividindo horário com os capítulos finais de A Força do Querer.
| Parte | Parte | Capítulos | Capítulos | Exibição original      | Exibição original   |
| Parte | Parte | Capítulos | Capítulos | Estreia                | Final               |
| ----- | ----- | --------- | --------- | ---------------------- | ------------------- |
|       | 1     | 102       | 125       | 25 de novembro de 2019 | 21 de março de 2020 |
|       | 2     | 23        | 125       | 15 de março de 2021    | 9 de abril de 2021  |

### Exibição internacional
Em fevereiro de 2020, Amor de Mãe foi anunciada como substituta de A Dona do Pedaço em Portugal no canal SIC, na faixa das 23h30. Sua estreia ocorreu em 16 de março de 2020, um dia depois da Globo anunciar a suspensão de suas gravações. Sem a retomada de sua exibição no Brasil, a trama foi exibida na SIC até o final de sua primeira parte, em 28 de agosto de 2020. Totalmente Demais e a segunda produção da série Golpe de Sorte foram escaladas como substitutas da novela, tendo ocorrido a estreia de Totalmente Demais no dia 24, dividindo o horário com os últimos capítulos de Amor de Mãe, e a segunda produção da série Golpe de Sorte a 14 de setembro.
No mercado latino, estreou no Uruguai através da Teledoce, com o título Corazón de Madre ("Coração de Mãe", em tradução literal), em 20 de setembro de 2021 no horário das 17:45hs, substituindo os últimos capítulos da telenovela brasileira A Dona do Pedaço que foi transferida para as 18:30hs.

## Recepção

### Audiência

#### Primeira parte
O primeiro capítulo marcou 35 pontos, a melhor estreia na faixa desde Segundo Sol, representando um aumento em comparação às duas anteriores. Em sua primeira semana acumulou 30,1 pontos, a menor desde A Lei do Amor, superando apenas O Sétimo Guardião. Bateu recorde negativo nos dias 24 e 31 de dezembro, quando cravou 17 pontos.
Em 12 de março de 2020, bate seu primeiro recorde desde a estreia com 35,8 pontos. e em 17 de março, bate outro recorde com 37,4 pontos. O final da primeira parte, exibido em 21 de março, obteve 36 pontos.

#### Resumo
Com o retorno no dia 1 de março de 2021, através de um resumo da primeira parte, a novela cravou 32,8 pontos. e em 10 de março atinge novo recorde, com 33,8 pontos. O último capítulo dos melhores momentos da primeira parte, exibido em 13 de março, cravou 28,7 pontos.

#### Segunda parte
Já na estreia da segunda parte em 15 de março de 2021, a novela cravou 33,7 pontos, mantendo os bons índices do horário. O segundo capítulo cravou 34,6 pontos. Em 30 de março, cravou 35,1 pontos. Com o esperado reencontro de Lurdes (Regina Casé) e Domenico (Chay Suede) em 6 de abril, a novela cravou 35,2 pontos. O penúltimo capítulo cravou 36,7 pontos. O último capítulo cravou 35,7 pontos. Fechou com a média geral de 30,8 pontos,sendo a última novela do horário a fechar acima dos 30 pontos de média geral,além de ter mantindo os bons números do horário nobre.

### Prêmios e indicações
| Ano  | Prêmio                   | Categoria                               | Nomeação                  | Resultado | Ref.            |
| ---- | ------------------------ | --------------------------------------- | ------------------------- | --------- | --------------- |
| 2020 | Prêmio APCA de Televisão | Dramaturgia                             | Manuela Dias              | Indicada  | [ 166 ] [ 167 ] |
| 2020 | Prêmio APCA de Televisão | Melhor Atriz                            | Regina Casé               | Indicada  | [ 166 ] [ 167 ] |
| 2020 | Prêmio APCA de Televisão | Melhor Ator                             | Chay Suede                | Indicado  | [ 166 ] [ 167 ] |
| 2020 | Prêmio Contigo! Online   | Melhor Novela                           | Manuela Dias              | Indicada  | [ 168 ] [ 169 ] |
| 2020 | Prêmio Contigo! Online   | Melhor Atriz – Novela                   | Adriana Esteves           | Indicada  | [ 168 ] [ 169 ] |
| 2020 | Prêmio Contigo! Online   | Melhor Atriz – Novela                   | Regina Casé               | Indicada  | [ 168 ] [ 169 ] |
| 2020 | Prêmio Contigo! Online   | Melhor Atriz – Novela                   | Taís Araújo               | Indicada  | [ 168 ] [ 169 ] |
| 2020 | Prêmio Contigo! Online   | Melhor Ator – Novela                    | Chay Suede                | Venceu    | [ 168 ] [ 169 ] |
| 2020 | Prêmio Contigo! Online   | Melhor Atriz Coadjuvante – Novela/Série | Isis Valverde             | Indicada  | [ 168 ] [ 169 ] |
| 2020 | Prêmio Contigo! Online   | Melhor Atriz Coadjuvante – Novela/Série | Jéssica Ellen             | Indicada  | [ 168 ] [ 169 ] |
| 2020 | Prêmio Contigo! Online   | Melhor Ator Coadjuvante – Novela/Série  | Irandhir Santos           | Indicado  | [ 168 ] [ 169 ] |
| 2020 | Prêmio Contigo! Online   | Melhor Ator/Atriz Mirim                 | Clara Galinari            | Indicada  | [ 168 ] [ 169 ] |
| 2020 | Prêmio Área VIP          | Melhor Novela                           | Manuela Dias              | Indicado  | [ 170 ]         |
| 2020 | Prêmio Área VIP          | Melhor Atriz                            | Adriana Esteves           | Indicada  | [ 170 ]         |
| 2020 | Prêmio Área VIP          | Melhor Atriz                            | Regina Casé               | Indicada  | [ 170 ]         |
| 2020 | Prêmio Área VIP          | Melhor Atriz                            | Taís Araújo               | Venceu    | [ 170 ]         |
| 2020 | Prêmio Área VIP          | Melhor Ator                             | Chay Suede                | Venceu    | [ 170 ]         |
| 2020 | Prêmio Área VIP          | Melhor Ator                             | Irandhir Santos           | Indicado  | [ 170 ]         |
| 2020 | Prêmio Área VIP          | Melhor Ator                             | Murilo Benício            | Indicado  | [ 170 ]         |
| 2020 | Prêmio Área VIP          | Personagem do Ano                       | Lurdes / Regina Casé      | Indicado  | [ 170 ]         |
| 2020 | Prêmio Área VIP          | Revelação do Ano                        | Antônio Benício           | Indicado  | [ 170 ]         |
| 2021 | Emmy Internacional       | Melhor Novela                           | Manuela Dias              | Indicado  | [ 171 ]         |
| 2021 | Venice TV Awards         | Melhor Novela                           | Manuela Dias              | Venceu    | [ 172 ]         |
| 2021 | Prêmio F5                | Melhor Novela                           | Manuela Dias              | Venceu    | [ 173 ] [ 174 ] |
| 2021 | Prêmio F5                | Melhor Atriz de Novela                  | Adriana Esteves           | Venceu    | [ 173 ] [ 174 ] |
| 2021 | Prêmio F5                | Melhor Atriz de Novela                  | Jéssica Ellen             | Indicada  | [ 173 ] [ 174 ] |
| 2021 | Prêmio F5                | Melhor Atriz de Novela                  | Regina Casé               | Indicada  | [ 173 ] [ 174 ] |
| 2021 | Prêmio F5                | Melhor Ator de Novela                   | Chay Suede                | Indicado  | [ 173 ] [ 174 ] |
| 2021 | Melhores do Ano          | Melhor Novela                           | Manuela Dias              | Venceu    | [ 175 ]         |
| 2021 | Melhores do Ano          | Melhor Atriz de Novela                  | Adriana Esteves           | Indicada  | [ 175 ]         |
| 2021 | Melhores do Ano          | Melhor Atriz de Novela                  | Jéssica Ellen             | Indicada  | [ 175 ]         |
| 2021 | Melhores do Ano          | Melhor Atriz de Novela                  | Regina Casé               | Venceu    | [ 175 ]         |
| 2021 | Melhores do Ano          | Melhor Ator de Novela                   | Chay Suede                | Venceu    | [ 175 ]         |
| 2021 | Melhores do Ano          | Melhor Ator de Novela                   | Irandhir Santos           | Indicado  | [ 175 ]         |
| 2021 | Prêmio Contigo! Online   | Melhor Novela                           | Manuela Dias              | Indicada  | [ 176 ]         |
| 2021 | Prêmio Contigo! Online   | Melhor Atriz – Novela                   | Adriana Esteves           | Indicada  | [ 176 ]         |
| 2021 | Prêmio Contigo! Online   | Melhor Atriz – Novela                   | Regina Casé               | Indicada  | [ 176 ]         |
| 2021 | Prêmio Contigo! Online   | Melhor Ator – Novela                    | Chay Suede                | Indicado  | [ 176 ]         |
| 2021 | Prêmio Contigo! Online   | Melhor Ator Coadjuvante – Novela/Série  | Irandhir Santos           | Indicado  | [ 176 ]         |
| 2021 | Prêmio Contigo! Online   | Melhor Atriz Mirim                      | Clara Galinari            | Indicada  | [ 176 ]         |
| 2021 | Prêmio Contigo! Online   | Melhor Ator Mirim                       | Pedro Guilherme Rodrigues | Indicado  | [ 176 ]         |
| 2021 | Prêmio APCA de Televisão | Melhor Novela                           | Manuela Dias              | Indicada  | [ 177 ] [ 178 ] |
| 2021 | Prêmio APCA de Televisão | Melhor Atriz                            | Regina Casé               | Indicada  | [ 177 ] [ 178 ] |
| 2021 | Prêmio APCA de Televisão | Melhor Ator                             | Chay Suede                | Indicado  | [ 177 ] [ 178 ] |
| 2022 | Troféu Imprensa          | Melhor Novela                           | Manuela Dias              | Venceu    | [ 179 ] [ 180 ] |
| 2022 | Troféu Imprensa          | Melhor Atriz                            | Regina Casé               | Venceu    | [ 179 ] [ 180 ] |
| 2022 | Troféu Imprensa          | Melhor Ator                             | Chay Suede                | Venceu    | [ 179 ] [ 180 ] |
| 2022 | Troféu Internet          | Melhor Novela                           | Manuela Dias              | Indicada  | [ 181 ]         |
| 2022 | Troféu Internet          | Melhor Ator                             | Chay Suede                | Indicado  | [ 181 ]         |
| 2022 | Troféu Internet          | Melhor Atriz                            | Adriana Esteves           | Indicada  | [ 181 ]         |
| 2022 | Troféu Internet          | Melhor Atriz                            | Isis Valverde             | Indicada  | [ 181 ]         |
| 2022 | Troféu Internet          | Melhor Atriz                            | Regina Casé               | Venceu    | [ 181 ]         |
| 2022 | Troféu Internet          | Melhor Atriz                            | Taís Araújo               | Indicada  | [ 181 ]         |

## Música

### Volume 1
O volume 1 da trilha sonora da novela foi lançada pela Som Livre e traz na capa Adriana Esteves, Regina Casé e Taís Araújo caracterizadas como Thelma, Lurdes e Vitória.
| N.º | Título                                  | Música                        | Tema                     | Duração |  |
| 1.  | "É"                                     | Gonzaguinha                   | Abertura                 | 5:00    |  |
| 2.  | "Acreditar"                             | Beth Carvalho                 | Danilo                   | 3:07    |  |
| 3.  | "Libertação" (part. Virgínia Rodrigues) | Elza Soares e BaianaSystem    | Vitória e Davi           | 4:19    |  |
| 4.  | "Garota Nacional"                       | Skank                         | Érica                    | 5:17    |  |
| 5.  | "Sentimental"                           | Los Hermanos                  | Raul e Érica             | 5:09    |  |
| 6.  | "O Estrangeiro"                         | Caetano Veloso                | Geral                    | 6:15    |  |
| 7.  | "Hier Encore"                           | Charles Aznavour              | Lídia                    | 2:23    |  |
| 8.  | "Minha Mãe"                             | Gal Costa ft. Maria Bethânia  | Lurdes, Thelma e Vitória | 4:40    |  |
| 9.  | "Medo Bobo"                             | Rubel                         | Magno e Betina           | 3:18    |  |
| 10. | "Acabou Chorare"                        | Novos Baianos                 | Sandro                   | 4:13    |  |
| 11. | "Onde Estará o Meu Amor"                | Maria Bethânia                | Lurdes                   | 3:31    |  |
| 12. | "Bloodfood"                             | Alt-J                         | Raul                     | 4:09    |  |
| 13. | "O Que É Que Há"                        | Gal Costa                     | Thelma                   | 3:45    |  |
| 14. | "Tô Te Querendo"                        | ÀTTØØXXÁ, Omulu e Luedji Luna | Danilo e Camila          | 2:50    |  |
| 15. | "Bixinho" (Lux & Troia Remix)           | Duda Beat                     | Ryan                     | 3:27    |  |

### Volume 2
O volume 2 da trilha sonora da novela foi lançada pela Som Livre e traz na capa Chay Suede e Jéssica Ellen, caracterizados como os personagens Danilo e Camila.
| N.º | Título                              | Música                    | Tema                 | Duração |  |
| 1.  | "Conselho"                          | Almir Guineto             | Lurdes e sua família | 3:19    |  |
| 2.  | "É Preciso dar um Jeito, Meu Amigo" | Erasmo Carlos             |                      | 3:47    |  |
| 3.  | "Mulher do Fim do Mundo"            | Elza Soares               | Vitória              | 4:37    |  |
| 4.  | "As Canções que Você Fez pra Mim"   | Maria Bethânia            | Thelma e Durval      | 3:44    |  |
| 5.  | "Meu Mundo é Hoje (Eu Sou Assim)"   | Paulinho da Viola         | Thelma               | 3:08    |  |
| 6.  | "Ela"                               | Tim Bernardes             |                      | 3:01    |  |
| 7.  | "Haja o Que Houver"                 | Madredeus                 |                      | 4:33    |  |
| 8.  | "Cold World"                        | Macy Gray                 | Álvaro e Estela      | 3:06    |  |
| 9.  | "O'Children"                        | Nick Cave & The Bad Seeds |                      | 6:51    |  |
| 10. | "Hurricane"                         | Bob Dylan                 |                      | 8:32    |  |
| 11. | "Real Love Baby"                    | Father John Misty         | Raul e Vitória       | 3:09    |  |
| 12. | "Brother"                           | Jorge Ben Jor             | Durval               | 2:54    |  |
| 13. | "Não Me Arrependo"                  | Caetano Veloso            |                      | 4:08    |  |
| 14. | "Palavras no Corpo"                 | Gal Costa                 | Vitória e Davi       | 3:59    |  |
| 15. | "Alvorada"                          | Cartola                   |                      | 2:38    |  |

Outras canções não incluídas
- "A Isso Chamam Vagamente de Solidão" - Alice Caymmi
- "Ainda é Tempo para Ser Feliz" - Beth Carvalho e Zeca Pagodinho
- "Alagados" - Os Paralamas do Sucesso
- "Aparências" - Belchior
- "Aquele Abraço" - Gilberto Gil
- "As Forças da Natureza" - Clara Nunes
- "A Song for You" - Donny Hathaway
- "Atrás/Além" - O Terno
- "Bluesman" - Baco Exu do Blues
- "Changes" - Charles Bradley
- "Dê um Rolê" - Gal Costa (tema de Davi)
- "Deusa do Amor" - Moreno+2[186] (tema de Danilo e Camila)
- "Dois Enganados" - Murilo Huff e Marília Mendonça
- "Estação Derradeira" - Chico Buarque
- "Estranha Forma de Vida" - Camilo Carrara
- "Fado Tropical" - Chico Buarque
- "Favela Chegou" - Anitta e Ludmilla
- "Faz uma Loucura por Mim" - Malia
- "Folhas Secas" - Elis Regina ou Beth Carvalho
- "Fracasso" - Fagner ou Alice Caymmi
- "Gatinha Manhosa" - Adriana Calcanhotto
- "Hora de Guardar" - Elenco
- "Have You Ever Seen the Rain?" - Willie Nelson ft. Paula Nelson
- "Idiota Favorito" - Murilo Huff
- "Insensatez: a Mulher que Fez" - Graveola
- "Invocada" - Ludmilla
- "Janta" - Marcelo Camelo e Mallu Magalhães
- "Luz Negra" - Cazuza
- "Mãe" - Caetano Veloso ou Gal Costa
- "Matilda" - alt-J
- "Meu Jeito de Amar" - Duda Beat, Omulu, Lux & Troia
- "Minha Mãe" - Nuria Mallena
- "Mistérios" - Milton Nascimento
- "Mr. Bojangles" - Nina Simone
- "Não Dá Mais pra Segurar (Explode Coração)" - Gonzaguinha
- "Não Sei Dançar" - Marina Lima
- "Obsessão" - Orquestra Imperial
- "Open" - Rhye
- "Péssimo Negócio" - Dilsinho
- "Poesia Acústica 6" - Azzy, Bob do Contra, Dudu, Filipe Ret, Maquiny, MC Cabelinho, Orochi, Xama, Malak e Slim
- "Quando Bate Aquela Saudade" - Rubel
- "Samba e Amor" - Chico Buarque ou Caetano Veloso
- "Segue o Seco" - Marisa Monte
- "Sinal Fechado" - Paulinho da Viola ou Elis Regina
- "Soluços" - Jards Macalé
- "Sua Estupidez" - Gal Costa
- "Sua Mãe Vai me Amar" - Turma do Pagode
- "Supera" - Marília Mendonça
- "Temporal" - Art Popular
- "Veja (Margarida)" - Elba Ramalho
- "Vilarejo" - Arnaldo Antunes
- "Volta por Cima" - Maria Bethânia